# Rauskajaureh (Karesuando socken, Lappland)
Rauskajaureh är en sjö i Kiruna kommun i Lappland och ingår i Torneälvens huvudavrinningsområde. Sjön har en area på 0,763 kvadratkilometer och ligger 684 meter över havet. Sjön avvattnas av vattendraget Rauskasjoki.

## Delavrinningsområde
Rauskajaureh ingår i det delavrinningsområde (764729-169301) som SMHI kallar för Utloppet av Rauskajaureh. Medelhöjden är 739 meter över havet och ytan är 15,94 kvadratkilometer. Det finns inga avrinningsområden uppströms utan avrinningsområdet är högsta punkten. Rauskasjoki som avvattnar avrinningsområdet har biflödesordning 3, vilket innebär att vattnet flödar genom totalt 3 vattendrag innan det når havet efter 550 kilometer. Avrinningsområdet består mestadels av kalfjäll (93 procent). Avrinningsområdet har 1,19 kvadratkilometer vattenytor vilket ger det en sjöprocent på 7,4 procent.